# Tramitichromis intermedius
Tramitichromis intermedius es una especie de peces de la familia Cichlidae en el orden de los Perciformes.

## Morfología
Los machos pueden llegar alcanzar los 16 cm de longitud total.

## Alimentación
Come larvas de insectos y de otros invertebrados blandos.

## Hábitat
Vive en zonas de clima tropical.

## Distribución geográfica
Se encuentra en África):  lago Malawi